# Plinsko rezanje
Plinsko rezanje je odvajanje dijelova materijala progaranjem mlazom reaktivnog plina, prethodno užarenih plamenom visoke temperature. Najčešće se koriste acetilen, propan, butan i kisik.
Od metala, postupkom plinskog rezanja dobro se režu samo niskougljični čelici jer im je temperatura taljenja oko 1500 °C, a temperatura taljenja produkata izgaranja ispod te temperature.

## Postupak rezanja čelika
Da bi se čelik prerezao, mora se zagrijati neutralnim plamenom blizu temperature taljenja. Otvaranjem tlačnog ventila na plameniku mlaz kisika izaziva gorenje i otpuhivanje produkata gorenja.

## Oprema
Oprema za plinsko rezanje je skoro identična onoj za plinsko zavarivanje. Razlika je u vrsti plamenika koji na sebi ima drukčiji žižak i dodatni ventil za izbacivanje snažnog mlaza kisika.